# Cristești, Arad
Cristești este un sat în comuna Hălmagiu din județul Arad, Crișana, România.

## Monumente istorice
- Biserica de lemn „Sfinții Arhangheli Mihail și Gavriil”